# 張簡會
張簡會（？—？），唐朝将领，曾短暂于872年其父实际上独立于朝廷的卢龙节度使張允伸去世后控制卢龙。

## 生平
张简会生年不详，只知道是張允伸的14个儿子之一，但除了他以外，只有卢龙军左司马張簡真和右领军卫大将军張簡壽在史书上留下了名字，其中张简真在张允伸生前就去世了。
咸通十二年（871年），张允伸中风，以张简会为检校工部尚书充节度副使，请以之为节度副大使、权知兵马事。唐懿宗下诏同意了。张简会遂自称留后。十三年（872年）正月，张允伸死去。二月，张允伸所部的平州（在今河北秦皇岛）刺史張公素率平州军来参加葬礼。卢龙军军部幽州的士兵都尊敬張公素，张简会担心自身的处境。三月，他出奔到长安，被任为諸衛將軍。张简会的兄弟们也成为不同地方的刺史或郡佐。乾符三年（876年）十二月，张简会在右金吾卫将军任上被改任为左金吾大将军，充右街使。此后的经历不详，也不知于何年去世。